# Wohn- und Wirtschaftsgebäude Niederhörne 3
Das Wohn- und Wirtschaftsgebäude Niederhörne 3 im niedersächsischen Elsfleth, Ortsteil Moorriem, Bauerschaft Neuenbrok/Niederhörne im Landkreis Wesermarsch, stammt aus dem 19. Jahrhundert.

Aktuell (2023) wird es als Wohnhaus genutzt.
Das Gebäude steht unter Denkmalschutz (siehe auch Liste der Baudenkmale in Elsfleth).

## Geschichte
Die Marschhufensiedlung Moorriem mit den verschiedenen Bauerschaften erstreckt sich über etwa 16 Kilometer, wurde nach 1062 gegründet und erhielt im 14. Jahrhundert die heutige Struktur mit den schmalen, oft extrem langgestreckten Parzellen. Im Abstand von ca. 50 bis 100 Metern liegen zahlreiche Hofstellen auf Wurten.
Das eingeschossige giebelständige niedrige Wohn- und Wirtschaftsgebäude als Vierständer-Hallenhaus in Backsteinaußenmauern, mit reetgedecktem Krüppelwalmdach und Niedersachsengiebeln mit Uhlenloch sowie der Grooten Door mit Korbbogen und neuerer Glastüranlage, stammt von 1854 (Inschrift). Der Wohngiebel ist verputzt. Ein südlicher Stallanbau am Wirtschaftsgiebel mit reetgedecktem Krüppelwalmdach ergänzt das Gebäude.
Auf dem tiefen Grundstück stehen auf einer Wurt weitere nicht denkmalgeschützte Nebengebäude.
Das Landesdenkmalamt befand: „… Das Wohn-/Wirtschaftsgebäude des Hofes Niederhörne 3 hat als Teil der Gruppe ‚Hofanlagen Niederhörne 1, 3 und 7‘ eine geschichtliche Bedeutung … .“